# Sonie
La sonie ou bruyance (loudness) est une valeur numérique qui représente le volume sonore tel que perçu par l'être humain. C'est une grandeur psychoacoustique qui se rattache de façon complexe à la pression acoustique. Sur une chaîne haute-fidélité, un poste de télévision, un smartphone, et autres appareils électroacoustiques le volume sonore est la sonie du son produit.
Comme pour toutes les grandeurs psychosensorielles, les études psychoacoustiques sur la sonie sont basées sur des statistiques de résultats d'expérience, la perception variant d'un individu à l'autre, comme aussi la capacité à discerner et verbaliser les différences, qui est susceptible d'apprentissage. Plutôt qu'une mesure, la sonie est un indicateur de volume sonore, pour lequel existent plusieurs méthodes d'évaluation.

## L'établissement d'unités pour la sonie
Les études sur la sonie surgissent de deux préoccupations divergentes :
- Le son comme bruit, appelé aussi tapage ou nuisance sonore, émission sonore de moyens de transport ou d'établissements industriels, les niveaux sonores excessifs dans les locaux de travail ou d'habitation font partie des nuisances. Il crée des gênes et des atteintes à la santé. Ce genre de son fait l'objet de lois et règlements qui doivent le quantifier, afin que l'on puisse décider des litiges.
- Le son est aussi un instrument de communication et de récréation. Les industries qui sont nées de ces nécessités humaines, téléphonie, radiodiffusion, télévision, spectacle, édition de disques, ont suscité des recherches qui approfondissent les réflexions issues de la théorie musicale et les rapprochent des phénomènes physiques.

Comme une des gênes principales que le bruit apporte aux humains est qu'il entrave la communication sonore, les deux approches convergent. Toutefois, les applications restent distinctes, et les méthodes qui servent à l'évaluation du bruit sont différentes de celles qui servent à celle de la sonie de la diffusion sonore, bien que le bruit ambiant soit, finalement, le bruit de fond de ces dernières (voir Dynamique sonore).
L'élaboration des unités correspond au développement des instruments. Jusqu'en 1870, les savants ne disposaient que d'instruments mécaniques comme le disque de Rayleigh, dont la déviation dépend de la vitesse acoustique ou d'aiguilles asservies à une membrane comme celle du phonautographe. Ces dispositifs sont délicats et peu sensibles ; tirant parti de résonances, leur réponse en fréquence est limitée et irrégulière. Comme les premiers microphones, destinés au téléphone, qui n'ont donné lieu qu'à des applications pratiques, ils n'ont pas débouché sur la définition d'une unité de sonie. L'invention de la triode, en permettant l'amplification et le traitement du signal électrique et la construction d'instruments de mesure électroniques, a permis des études quantitatives et l'exploration des fréquences du signal sonore, et la détermination de la bande passante nécessaire à la transmission du son. En 1923 Harvey Fletcher propose « une échelle de sonie telle que la différence de sonie [loudness] entre deux sons est égale à dix fois le logarithme décimal de leur rapport d'intensité ». Il établit, avec une centaine de sujets, les limites de l'audition. Dès ce premier article, il note que la détermination de la sonie des sons complexes est considérablement plus difficile que celle des sons purs, en raison, notamment, des effets de masque.
Ces études ont abouti aux constatations suivantes :

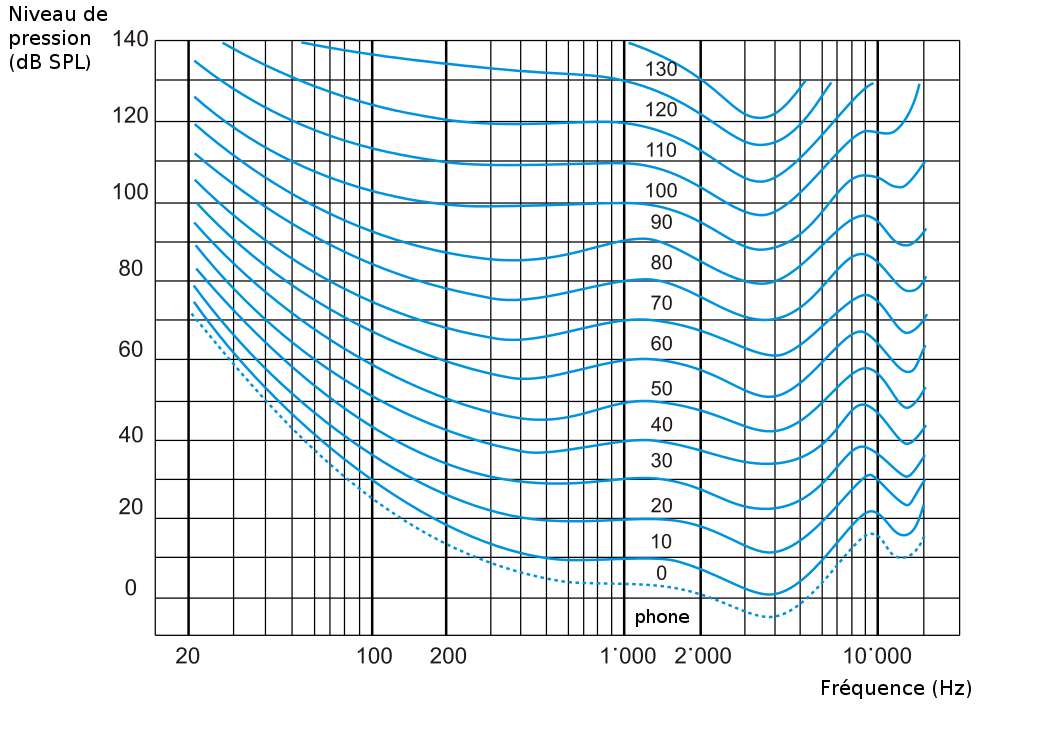
Courbes isosoniques ISO R 226 - 2003

- Les travaux de Fletcher et Munson[7], puis de Robinson et Dadson, Eberhard Zwicker et autres ont établi les courbes isosoniques qui expriment la relation entre la fréquence d'un stimulus sonore continu et la perception de sa sonie. L'ISO a donné un tracé normalisé afin de pouvoir définir le phone, unité de l'expression de la sonie[8].
- Un son fort masque un son plus faible, d'autant plus que la fréquence de celui-ci est proche. Le masquage s'étend plus vers les sons plus aigus que le son masquant.
- La sonie dépend du type de champ sonore. Un son diffus, dont on ne situe pas la provenance, n'a pas la même sonie qu'un son localisable. Cette différence qui peut atteindre quelques dB en plus ou en moins dépend de la fréquence[9].
- La sonie dépend aussi de la durée des stimulations. Notre oreille se comporte comme un détecteur à intégration exponentielle avec une constante de temps d'environ 100 ms. Au-delà de 200 ms, la sonie ne dépend plus de la durée[10].
- Un son intense masque un son faible survenant moins de 200 ms après lui ou moins de 30 ms avant lui[11].
- L'adaptation de l'audition au milieu est relativement lente. Après avoir été soumis à un niveau sonore élevé, l'organisme ne récupère que progressivement sa sensibilité maximale (voir Réflexe stapédien).

Dans un premier temps, l'Acoustical Society of America préconisa l'évaluation de la sonie par une pondération en fréquence de la valeur efficace de la pression acoustique. Les insuffisances de cette mesure, qui ne correspond pas toujours aux estimations faites par les sujets dans les expériences, ont amené Zwicker, puis Moore et Glasberg avec une simplification inspirée par Stevens, à proposer des méthodes d'évaluation plus précises, au prix d'une complication procédurale.

## Sonie des bruits

### Pondérations
Confrontés au problème de la mesure de la sonie, les acousticiens ont défini les pondérations en fréquence à appliquer aux mesures de la pression acoustique brute :
- La pondération A correspond à la sensibilité de l'oreille à des sons purs de faible niveau de pression acoustique, autour de 40 dB SPL. Son usage est obligatoire pour certaines mesures légales du bruit.
- La pondération B correspond à la sensibilité de l'oreille à des sons purs dont le niveau de pression acoustique se situe vers 60 dB SPL. Elle a peu d'utilisation actuellement, mais elle est une composante de celle qui sert à l'analyse de la sonie des programmes de télévision[14].
- La pondération C correspond à la sensibilité de l'oreille à des sons purs de niveau de pression acoustique plus élevé, supérieurs à 80 dB SPL.
- La pondération D est spécifique à la mesure d'émission sonore des réacteurs d'avion.
- On appelle pondération Z ou « linéaire » la réponse non pondérée, de 10 Hz à 20 kHz.

Les pondérations peuvent être définies soit comme des fonctions de transfert définissant des filtres électroniques, soit comme des tableaux de valeurs par octave ou tiers d'octave.
Ces pondérations font l'objet d'une norme de la Commission électrotechnique internationale, basée sur la préconisation initiale de l'American Society of Acoustics de 1936.
Les normes incluent les durées d'intégration de la mesure dans le temps : rapide sur 0,125 s, lent sur 1 s, et la possibilité d'enregistrer le niveau maximal d'impulsions brèves.
La mesure sonométrique est simple en champ libre avec un sonomètre qui permet de sélectionner la pondération désirée. Dans les nombreux autres cas où il faut évaluer la sonie subsistent de nombreux problèmes de méthode.
De nombreuses lois et règlements dans le monde entier exigent des évaluations du niveau de pression acoustique pondéré suivant la courbe A.
La pertinence des résultats obtenus avec ces pondérations a fait l'objet de nombreuses études. L'usage généralisé de la pondération A, même dans le cas de l'exposition à des niveaux sonores importants, par exemple pour la musique ou les bruits industriels, a notamment rencontré des objections.

### Phones
L'échelle des phones dérive directement de l'application des courbes isosoniques. La valeur en phone d'un son pur et continu à 1 000 Hz est la pression acoustique en décibels par rapport à 20 μPa. Pour les autres fréquences, les courbes donnent la correction à apporter.
Un son pur continu à 220 Hz (note musicale La2) est mesuré à une pression acoustique de 0,1 Pa (pascal), soit 74 dB par rapport à la pression acoustique de référence 0 dB, 20 μPa.
Pour la courbe 60 phones, 220 Hz est 6 dB au-dessus de 1 000 Hz; pour la courbe 80 phones, 4 dB au-dessus. La correction à apporter est donc de {\textstyle {6\times {\frac {80-74}{80-60}}+4\times {\frac {74-60}{80-60}}}=4,6} qu'on arrondit à 5, une plus grande précision n'étant pas de mise, et la valeur en phones est de 74 – 5 = 69.

### Sones
L'échelle des phones ne correspond pas parfaitement à la sonie. Si deux sons purs de même valeur en phones ont effectivement la même sonie, la progression des phones ne correspond pas à celle de la sensation perçue. D'après Stanley Smith Stevens, pour obtenir un son qui soit selon l'auditeur « deux fois plus fort » il faut augmenter la valeur en phones de 10 dB et non de 6 dB. L'échelle en sones est construite sur cette évaluation qui tient compte de la sensibilité auditive et de la notion des grandeurs numériques. Par définition, 1 sone correspond à un son de fréquence 1 000 Hz et de pression acoustique 40 dB (20 mPa). Chaque fois que l'évaluation en phone augmente de 10 dB, la cotation en sone est multipliée par deux. On passe donc du niveau en phones au niveau en sones par la relation :
Cette loi approximative est manifestement fausse hors de la plage de niveaux sonores de 20 à 120 phones et pour les fréquences extrêmes de l'aire d'audition.

### Sonie spécifique et sonie totale
La norme ISO 532 énonce des méthodes à utiliser pour quantifier les bruits en tant que gêne. Ces méthodes supposent des bruits de fond et bruits d'activité.
Un son complexe peut s'analyser en une somme de plusieurs sons ayant chacun une fréquence et une pression acoustique propre. On peut retrouver les fréquences et les niveaux de pression acoustique que constituent un son complexe grâce à une transformée de Fourier ou FFT (Fast Fourier Transformation).
Les sons, cependant, varient en permanence, et la fréquence exacte n'importe pas pour l'évaluation de la sonie. La plupart du temps on utilise les bandes de tiers d'octave pour repérer le caractère des émissions acoustiques principales.
Suivant les travaux d'Eberhard Zwicker, la Norme ISO 532 B définit une méthode qui suit plus exactement les caractéristiques de l'audition humaine. Lorsqu'il ne s'agit pas de sons musicaux, formés de partiels harmoniques, nous sommes beaucoup moins capables de différencier des plages de fréquence, et un son plus fort peut en masquer complètement un autre, d'autant plus que la bande de fréquences et la direction d'origine sont proches. On divise donc le spectre sonore en 24 bandes de fréquences de largeur adéquate de 40 à 15 500 Hz. (voir Bark).
La sonie spécifique d'un son complexe s'exprime en sones/bark. C'est le tableau des valeurs relevées pour chacune des bandes, tenant compte de l'évolution dans le temps du son. On peut passer de la division habituelle en bandes de tiers d'octave aux bandes de Bark en effectuant, pour les bandes de 45 à 90 Hz, pour celles de 90 à 180 Hz et pour celles de 180 à 90 Hz à l'addition des énergies à partir des décibels.
Pour déterminer la sonie totale, on établit d'abord le caractère du champ sonore, puisque la perception est différente s'il s'agit d'un son direct, frontal, ou d'un champ diffus. À chaque cas correspond un tableau de pondération.
On recherche la valeur pour la bande la plus forte. Sur celui des graphiques prévus par la norme qui est assez grand pour que celle-ci puisse figurer, on marque par un trait horizontal le niveau pour chaque bande, en commençant par les basses fréquences. Le graphique incorpore une échelle particulière pour chaque bande, qui reflète la sensibilité auditive pour ces fréquences. Pour tenir compte des propriétés de la perception auditives déduites du masquage des sons, si une bande a une valeur supérieure à la précédente, on joint les plateaux par une verticale, mais si la valeur est inférieure, on les joint par une oblique selon l'inclinaison indiquée sur le graphique. On calcule ensuite la position de la ligne horizontale qui divise l'aire délimitée par la courbe et le bas du graphique en deux parties égales. L'ordonnée de cette ligne est la sonie totale.
Stanley Smith Stevens a proposé une méthode plus simple, mais un peu plus approximative, dont les principes sont aussi repris dans la norme ISO 532.

## Le volume sonore
La métaphore qui associe la grandeur d'un corps à la puissance sonore est ancienne. Pour Marmontel, le volume d'un chanteur est l'« intensité de la voix, conditionnée par la puissance du souffle et la bonne utilisation des cavités de résonance ». Il s'agit de la capacité à être entendu de loin, dans le théâtre. À propos d'un chanteur d'opéra : « Sa voix manque de volume » signifie qu'on l'entend mal. Le synonyme « ampleur » confirme la métaphore. On parle aussi de la force ou de la puissance d'un son, autres métaphores assez proches.
Le téléphone et la radio ont repris ce terme. Pour ces spécialités, le volume est « le niveau qu'on lit sur l'Indicateur de Volume Standard (SVI ou VU-mètre) ». « Il n'est pas définissable par le moyen d'une formule mathématique précise en termes d'aucune des unités électriques de puissance, de tension ou de courant ».

### Sonie (loudness) des signaux sonores
La mesure de la sonie s'impose lorsque des signaux sonores, c'est-à-dire des sons porteurs d'information, sont en compétition pour l'attention de personnes. En effet, c'est un fait d'expérience commune que le signal le plus fort l'emporte, indépendamment de toutes autres qualités. On assiste donc, dans de nombreuses circonstances, à une augmentation du niveau sonore.
Les industries de radio et télédiffusion ont d'abord défini les normes techniques nécessaires à leur activité. Lorsque le niveau du son diffusé augmente, la bande passante de la radiodiffusion (analogique) augmente. Pour que les stations ne débordent pas de la bande qui leur est allouée, il faut donc définir un niveau maximal. Mais ce niveau ne concerne que les crêtes. Si les crêtes sont rares, la sonie du programme sera manifestement plus faible que si le niveau est en général proche du maximum. Les opérateurs ayant constaté qu'une station ressentie comme plus faible, ou une partie de programme diffusée avec une sonie inférieure, dissipaient l'attention ou l'adhésion des auditeurs, ils ont recherché à élever la sonie des programmes sans transgresser les limites techniques de niveau maximal. On parvient à ce résultat par l'usage de compresseurs qui augmentent automatiquement le niveau des parties plus faibles, sur une durée très courte. Ces procédés ont affecté notamment les inserts publicitaires, ces derniers étant la source des revenus des stations, et les musiques, dont le passage à la radio ou à la télévision est, du point de vue des producteurs, une forme de publicité. L'avènement de la diffusion numérique d'abord pour les musiques (Disque compact) puis pour le reste de la chaîne de production radiodiffusée et télévisuelle, a obligé à rendre plus stricts le critère de niveau maximal, amplifiant la guerre du volume et amenant l'industrie à rechercher des moyens de normaliser, non seulement le niveau maximal, mais encore la sonie (loudness) des programmes.
Le rapport entre le niveau du signal électrique en fonction du temps et la sonie est assez complexe, comme indiqué plus haut.

### Méthode CBS
Dans les années 1970, la CBS a développé un système basé sur les recherches sur la sonie, qui a débouché en 1981 sur un appareil de mesure. Le signal est pondéré suivant huit bandes de fréquence et suivant la durée de l'excitation pour chaque bande. Le résultat est intégré avec un temps d'attaque de 120 ms et un temps de relaxation de 730 ms de façon à obtenir une bonne approximation de la sonie à court terme.

### Recommandations ITU BS. 1770 - UER R128
Les organismes de coordination de l'industrie audiovisuelle, Union internationale des télécommunications (UIT ou ITU) et Union européenne de radio-télévision (UER ou EBU) ont adopté un système d'évaluation simplifiée, basé sur des études spéciales sur la réception de la télévision, libre de droits de propriété industrielle (au contraire du système CBS), et qui intègre une évaluation de la sonie, sur toute la durée du programme, quelle que soit celle-ci. Cette méthode inclut une mesure de la crête véritable du signal relative au maximum du médium, deux intégrations sur des fenêtres rectangulaires de 400 ms (« Momentary Loudness ») et 3 s (« Short-Term Loudness »), et une intégration globale (« Integrated Loudness ») avec neutralisation des plages de niveau trop inférieur à la moyenne.
L'objectif, en normalisant le volume des programmes, est de mettre fin à la supériorité de programmes qui auraient abandonné toute variation expressive du niveau pour se trouver en permanence au maximum. Cet indice s'exprime en LUFS (Loudness Unit Full Scale, unité de sonie relativement à la pleine échelle numérique). Pour un son pur et continu, 1 LU vaut 1 dB.
Le LUFS est, de fait, une évaluation simple de la sonie des programmes de radio et de télévision.

## Compléments